# Raubtier
Raubtier är en svensk musikgrupp (industrimetal) från Haparanda. Den består av medlemmarna Pär Hulkoff på gitarr, sång och klaviatur, Mattias Lind på slagverk samt Jonas Kjellgren som ersatte de tidigare basisterna Gustaf Jorde, Thorbjörn Englund och Hussni Mörsare. Hulkoff är den primära låtskrivaren, och låttexterna handlar till större delen om krig, död och olycka, med ett visst inslag av lokalpatriotism. Sitt namn har gruppen tagit från filmen Rovdjuret, som översatt till tyska blir "das Raubtier".
Gruppen gav ut sitt debutalbum Det finns bara krig den 25 mars 2009. Den första singeln, Kamphund, hade spelats flitigt på den svenska radiostationen Bandit Rock. Bandet har sedan dess givit ut ytterligare två singlar med låtar från debutalbumet, Achtung panzer och Legoknekt. I samband med albumets utgivning premiärvisades dessutom musikvideor till låtarna "Achtung panzer" och "Kamphund".
Den 9 april 2010 premiärspelades låten "Världsherravälde", från albumet Skriet från vildmarken, på radiostationen Bandit Rock. Singeln gavs ut den 19 april och i samband med det hade musikvideon premiär på Aftonbladets webbplats. Videon regisserades av Bingo Rimér. Raubtier spelade låten för första gången live på klubben Bandit All Ages 24 april 2010. Albumet Skriet från vildmarken gavs ut den 22 september 2010.
Bandet har i flera låttexter, till exempel i låten Opus Magni, riktat en hel del kritik mot världsordningen och globalism. Ett utdrag ur Opus Magni: "Kämpa dig lös från massorna som blundar, tiden är knapp, men än finns tid att slåss! Bit hårt och klös mot världsordningens hundar, ty dom skall aldrig, aldrig kuva oss". 
Den 3 april 2012 spelades Raubtiers singel Sveriges Elit för första gången någonsin på den förutnämnda radiostationen. Albumet Från Norrland till helvetets port släpptes den 25 april i Norden. Den 5 februari 2014 kom Raubtiers fjärde studioalbum, Pansargryning. Den 19 februari 2016 släppte de sitt femte studioalbum, Bärsärkagång. Den 20 september 2019 släppte bandet sitt sjätte studioalbum, Överlevare. 
Medlemmarna i Raubtier har även ett annat band tillsammans som heter Bourbon Boys. De spelar countryrock och har givit ut två album; debutalbumet Shotgun, Trucks & Cattle som kom 2012 och efterföljaren Hail to the Chief som gavs ut 25 september 2013.

## Medlemmar
Nuvarande medlemmar
- Pär Hulkoff – sång, gitarr, keyboard
- Mattias Lind – slagverk
- Jonas Kjellgren – basgitarr, bakgrundssång

Tidigare medlemmar
- Waylon – basgitarr
- Hussni Mörsare – basgitarr
- Thorbjörn "Joey" Englund – basgitarr (var gitarrist i Sabaton)
- Gustaf Jorde – basgitarr (tidigare i Defleshed)

## Diskografi

### Studioalbum
- 2009 – Det finns bara krig
- 2010 – Skriet från vildmarken
- 2012 – Från Norrland till helvetets port
- 2014 – Pansargryning
- 2016 – Bärsärkagång (studioalbum)
- 2019 – Överlevare

### Singlar (urval)
- 2009: "Kamphund" (2:26)
- 2009: "Achtung Panzer" (3:34)
- 2009: "Legoknekt" (3:08)
- 2010: "Världsherravälde" (3:58)
- 2010: "Lebensgefahr" (3:44)
- 2010: "K3" (3:11)
- 2012: "Låt Napalmen Regna" (3:26)
- 2012: "Sveriges Elit" (3:55)
- 2013: "Qaqortoq" (3:52)
- 2013: "Skjut, Gräv, Tig" (2:45)
- 2014: "Panzarmarsch" (3:32)
- 2015: "Den Sista Kulan" (3:57)
- 2015: "Botniablod" (4:30)
- 2016: "Brännmärkt" (2:59)
- 2019: "Ovtjarka" (2:52)

### Samlingsalbum
- 2014 – Bestia Borealis

### Videor
- 2009: Kamphund
- 2009: Achtung Panzer
- 2010: Världsherravälde
- 2011: En Hjältes Väg
- 2012: Sveriges Elit